# 2007年-2008年全米脚本家組合ストライキ

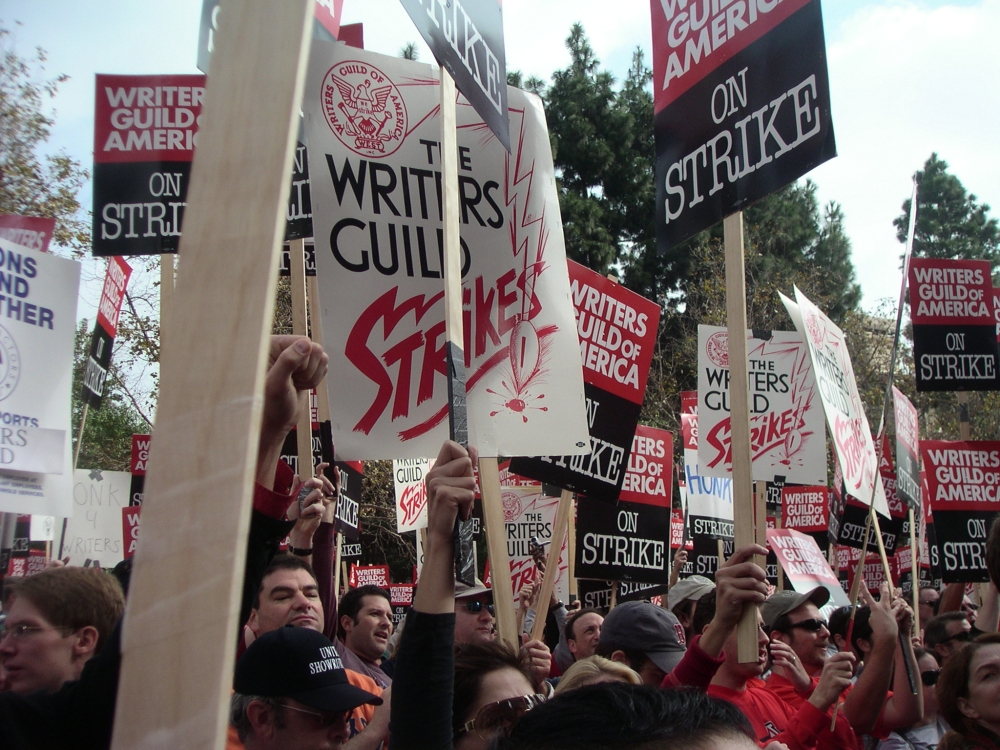
ロサンゼルスで行われた組合員と支持者によるストライキ

2007–2008年全米脚本家組合ストライキ（2007-2008ねんぜんべいきゃくほんかくみあいストライキ 英: 2007–2008 Writers Guild of America strike）はアメリカ合衆国の脚本家が2007年11月5日に決行した19年ぶりのストライキ。
東部全米脚本家組合（WGAE）と西部全米脚本家組合（WGAW）の組合員約1万2000人が、インターネット配信や他の新たな媒体によってもたらされるDVD利益配当の大幅増及び映画製作での正当な報酬を受け取る権利を求めて、全米映画テレビ製作者協会（AMPTP）に対して行った。

## 背景
1988年に全米脚本家組合（WGA）はビデオテープやレーザーディスクなどの新しい媒体で映画やテレビ番組が販売される場合の再利用料を求めた。これに対して全米映画テレビ製作者協会（AMPTP）は未だホームビデオ市場は未熟で製造コストも高く、組合が要求する再利用料は払えないとした。当時、映画のビデオは40ドル～100ドルの間で販売されていた。WGAは最終的に100万本までは総収入の0.3%、100万本以降は0.36%の報酬を受け取る事で合意した。その後20年の間にメディアは目覚ましい躍進を遂げた。ホームビデオの市場規模は拡大し、DVD価格は劇的に下がったため、WGAは契約の見直しが必要と考えるようになった。

## WGAの要求
全米脚本家組合（WGA）はDVD1枚あたり作品使用料を現行の約4セントから8セントへ、またネット上での作品使用料は1ドルあたり2.5セントを脚本家に支払うよう要求した。全米映画テレビ製作者協会（AMPTP）は製造コストは安くなったものの、高騰する制作費やマーケティングに掛かる経費によって、要求を呑めば採算が取れないとして現行維持を求めた。

## 交渉
全米脚本家組合（WGA）と全米映画テレビ製作者協会（AMPTP）との話し合いは2007年の夏頃から続けられていたが、2008年6月には映画俳優組合（SAG）と全米監督組合（DGA）とも契約更新を控えているAMPTPはWGAの条件を呑まず、WGAも譲歩は一切しないとして、3年契約の期限である2007年10月31日になっても交渉は激化したままだった。11月2日にはWGAが満場一致でストライキ決行を決定、その後最後の契約更新交渉となった11月4日の話し合いも折り合いが付かず決裂し、WGAは11月5日に全面的なストへと突入した。

## ストライキ決行後
2007年11月5日、約3000人の西部全米脚本家組合員（WGAW）の他、映画俳優組合（SAG）や国際トラック運転手組合員等がロサンゼルスにある14のスタジオでデモを行った。ニューヨークでは東部全米脚本家組合員（WGAE）がロックフェラーセンターなどの場所でデモ行進を行った。
11月9日、ロサンゼルスにあるFOXスタジオ前にて大規模な集会が行われた。約4000人のWGAWメンバーと賛同者、及び相当数のSAGのメンバーが集まった。
11月16日、WGAと全米映画テレビ製作者協会（AMPTP）は共に双方が11月26日に正式な交渉を再開する事に同意したとの声明を発表した。
11月29日、AMPTPは新たな提案をWGAに申し出て大幅な歩み寄りを見せるも、WGAはこれを不服として交渉はまたもや決裂した。
2008年1月19日、AMPTPとWGAは正式な交渉を再開するよう努力する事に合意。
2008年2月9日、午後2時にニューヨークのクラウンプラザ・ホテル、午後7時にロサンゼルスのシュライン・オーディトリアムでWGAによる大規模な集会が開催された。WGA上層部は集会でAMPTP側の新たな提案条件を組合員に説明、同時にストライキを終結するべきか48時間の投票を行うと発表。
2008年2月12日、投票の結果、92.5％の組合員がストライキ終結を支持し、同日正式にストライキが終了した。

## 終結
3ヵ月以上続いた米脚本家組合（WGA）ストライキは、2008年2月12日、正式に終了。結果的にハリウッド過去20年の中で最も大規模なストライキとなった。争点となっていたインターネットにおける2次使用料については、テレビ製作者協会（AMPTP）が最初の2年間は最高1200ドル前後の報酬を支払い、3年目以降は配給収入の2%を支払うという労使契約案を承認することで落着した。新契約は2011年5月に無効となる。

## ストライキの影響
ストライキにより、真っ先にテレビのトーク番組が被害を受けた。CBS、ABC、NBC、FOXの四大ネットワークの人気トーク番組が次々と収録中止に追い込まれ、各放送局は過去に収録した回の再放送を行った。また夜の人気トーク番組の視聴率が軒並み下降し、その後も人気テレビドラマシリーズや大作映画の製作が次々と延期された。
長引くストライキは雇用にも影響し、1月初旬にワーナー・ブラザースは1000人の社員を一時解雇、その他のスタジオも契約している脚本家やプロデューサーを次々と放出した。
2008年1月7日に予定されていた第65回ゴールデングローブ賞と、第34回ピープルズ・チョイス・アワードの授賞式はストのため中止、第80回アカデミー賞は授賞式前にストが終結したため、影響を免れた。
ロイター通信は、テレビ番組や映画の製作が集中するロサンゼルス郡が被った経済損失は、20億ドルに上ると推計し、ロサンゼルス・タイムズ紙は32億ドルに上るとしている。
2008年6月5日、米シンクタンクのミルケン・インスティテュートは、ストライキの影響が2008年末まで続き、37700もの職が失われ、損失額は21億ドルになるだろうと報告書に発表、各業種の損失額は、情報・レジャー・宿泊業が2億8230万ドル、サービス業が3億6670万ドル、運輸・通信・公益事業が3億1140万ドル、金融・保険が3億2780万ドル、教育・医療が9860万ドルとしている。